# Чоловік нарозхват
«Чоловік нарозхват» (англ. Playing for Keeps, дос. «гра по-великому») — американська романтична комедія 2012 року, знята Габріеле Муччіно.
Сценарій картини написав Роббі Фокс, продюсерами були Джерард Батлер, Хайді Джо Маркел, Кевін Мішер, Джонатан Мостоу, Алан Сіґель і Джон Томпсон. Вперше фільм продемонстрували 5 грудня 2012 року у Іспанії. В Україні прем'єра відбулась 6 грудня 2012 року.

## Сюжет
Він — відомий футболіст, красивий чоловік з чарівною посмішкою. Закінчивши кар'єру гравця, він повертається у своє рідне містечко, щоб налагодити стосунки з родиною, якій зовсім не приділяв часу, і почати кар'єру тренера. Але поява у цій глушині такого знаменитого красеня викликає неймовірний ажіотаж серед жіночого населення. 

## У ролях
| Актор             | Персонаж                          | Роль                           |
| ----------------- | --------------------------------- | ------------------------------ |
| Джерард Батлер    | Джордж Драєр (англ. George Dryer) | колишній футболіст             |
| Джессіка Біл      | Стейсі (англ. Stacie)             | колишня дружина Джорджа        |
| Ума Турман        | Патті (англ. Patti)               | дружина Карла                  |
| Кетрін Зета-Джонс | Деніс (англ. Denise)              | колишня спортивна коментаторка |
| Денніс Квейд      | Карл Кінґ (англ. Carl King)       | чоловік Патті                  |
| Джуді Грір        | Барб (англ. Barb)                 | розлучена                      |
| Ікбал Теба        | Парам (англ. Param)               | домовласник                    |

## Критика
Фільм отримав загалом негативні відгуки: Rotten Tomatoes дав оцінку 4 % на основі 82 (середня оцінка — 3,4/10) відгуків від критиків і 43 % від глядачів із середньою оцінкою 3/5, Internet Movie Database — 5,1/10 (2 390 голосів), Metacritic — 27/100 (26 відгуків криків) і 4,7/10 від глядачів.

## Касові збори
Під час показу, що почався 7 грудня 2012 року, протягом першого тижня фільм показали у 2,837 кінотеатрах і він зібрав $5,750,288, що на той час дозволило йому зайняти 6 місце серед усіх прем'єр. Показ, станом на 14 лютого, триває 70 днів (10 тижнів) і зібрав у прокаті у США $13,091,77 при бюджеті $35 млн.